# Міннесота Вайлд
«Міннесота Вайлд» (укр. Дикуни Міннесоти, англ. Minnesota Wild) — заснована у 2000 професіональна хокейна команда розташована в місті Сент-Пол у штаті Міннесота.
 Команда — член Центрального дивізіону, Західної конференції, Національної хокейної ліги.
Домашнє поле для «Міннесота Вайлд» — Ексел-Енерджі-центр.
«Вайлд» досі не вигравали Кубок Стенлі.

## Нагороди та трофеї НХЛ
Пам'ятний трофей Білла Мастертона
- Джош Гардінг (2013)
- Деван Дубник (2015)

Нагорода Джека Адамса
- Жак Лемер (2003)

Нагорода Роджера Кроз'єра
- Ніклас Бекстрем (2007)
- Двейн Ролосон (2004)

Трофей Вільяма М. Дженнінгса
- Менні Фернандес і Ніклас Бекстрем (2007)

Команда усіх зірок НХЛ
- Раєн Сутер (2013)

Команда зірок-новачків НХЛ
- Юнас Бродін (2013)